# Ducado de Cádiz
El ducado de Cádiz fue un título nobiliario español concedido a Rodrigo Ponce de León y Núñez, iii conde de Arcos, ii marqués de Cádiz, de la casa de Ponce de León.

## Historia
Una vez muerto el primer duque, los Reyes Católicos negociaron con su heredera Francisca Ponce de León y Jiménez de la Fuente la abolición del antiguo marquesado y ducado de Cádiz, reincorporando tras su muerte la ciudad y los títulos a la Corona,
dando a su hijo en compensación el condado de Casares y elevando el condado de Arcos a ducado de Arcos.
Durante siglos el título permaneció en desuso, hasta el siglo XIX. Desde entonces el título de duque de Cádiz lo han ostentado varios miembros de la familia del rey: Francisco de Asís Luis de Borbón (9 de mayo de 1820), hijo primogénito del infante de España Francisco de Paula de Borbón, y tras su muerte su hermano (de igual nombre) Francisco de Asís de Borbón (26 de mayo de 1822), rey consorte, quien apenas utilizó este título en vida. Asimismo recibió el ducado de Cádiz el infante de España Fernando de Baviera y, por último, Alfonso de Borbón y Dampierre, quien recibió el título por iniciativa del abuelo de su esposa y Jefe del Estado, Francisco Franco. Sobre esta última concesión, el periodista y político Antonio Fontán explicó lo siguiente:

«Un enviado de Franco, persona del Gobierno y muy caracterizada, visitó a Don Juan Carlos de parte del General para que dijera a su padre que el Caudillo quería que se le concediera a Alfonso un título de la Casa Real con el tratamiento de Alteza. El Príncipe habló con su padre. Éste fue el que eligió el título de Cádiz...»

De esta forma, Alfonso de Borbón recibió el ducado de Cádiz. El 22 de noviembre de 1972, Franco le concedió por decreto la facultad de usarlo en España, concedido para él y sus descendientes directos, es decir con carácter hereditario. Sin embargo, el Real Decreto 1368/1987, de 6 de noviembre de 1987 de Juan Carlos I, transformó el título de hereditario en vitalicio (disposición transitoria 3ª). Tras la muerte de Alfonso, el título volvió a revertir a la Corona una vez más.

## Denominación
Su nombre se refiere a la ciudad andaluza de Cádiz, en la provincia del mismo nombre.

## Duques de Cádiz
|                                                                                          | Titular                                                | Periodo                                                |
| Primera creación por Isabel I y Fernando V de Castilla                                   | Primera creación por Isabel I y Fernando V de Castilla | Primera creación por Isabel I y Fernando V de Castilla |
| ---------------------------------------------------------------------------------------- | ------------------------------------------------------ | ------------------------------------------------------ |
| i                                                                                        | Rodrigo Ponce de León y Núñez                          | 1484-1492                                              |
| ii                                                                                       | Francisca Ponce de León y Jiménez de la Fuente         | 1492-1493                                              |
| Segunda creación por Fernando VII                                                        |                                                        |                                                        |
| i                                                                                        | Francisco de Asís Luis de Borbón                       | 1820-1821                                              |
| ii                                                                                       | Francisco de Asís de Borbón                            | 1822-1902                                              |
| Rehabilitación por Alfonso XIII (en el exilio)                                           |                                                        |                                                        |
| i                                                                                        | Fernando de Baviera                                    | 193?-1958                                              |
| Tercera creación por Juan de Borbón, conde de Barcelona, autorizada por Francisco Franco |                                                        |                                                        |
| i                                                                                        | Alfonso de Borbón y Dampierre                          | 1972-1989                                              |